# 魔鬼中的天使
《魔鬼中的天使》是台灣歌手田馥甄於2011年10月13日發行的華語流行歌曲。 歌曲收錄在田馥甄的專輯《My Love》，是田馥甄的代表作之一。
《魔鬼中的天使》曾登上 "KKBOX" 風雲周榜三次。  

## 創作
《魔鬼中的天使》由姚若龍作詞，陳小霞作曲、王治平編曲。

## 外部連結
- 田馥甄Hebe Tien 魔鬼中的天使 Angel Devil Official MV （页面存档备份，存于）

- 田馥甄 魔鬼中的天使 歌詞 （页面存档备份，存于）